# Villores
Villores è un comune spagnolo di 51 abitanti situato nella comunità autonoma Valenciana.

## Storia

### Simboli
Lo stemma è stato concesso il 18 marzo 1992.
al toro passante d'argento, sormontato da
una stella di sei raggi dello stesso. Lo scudo timbrato da corona reale spagnola aperta.»